# IMAX

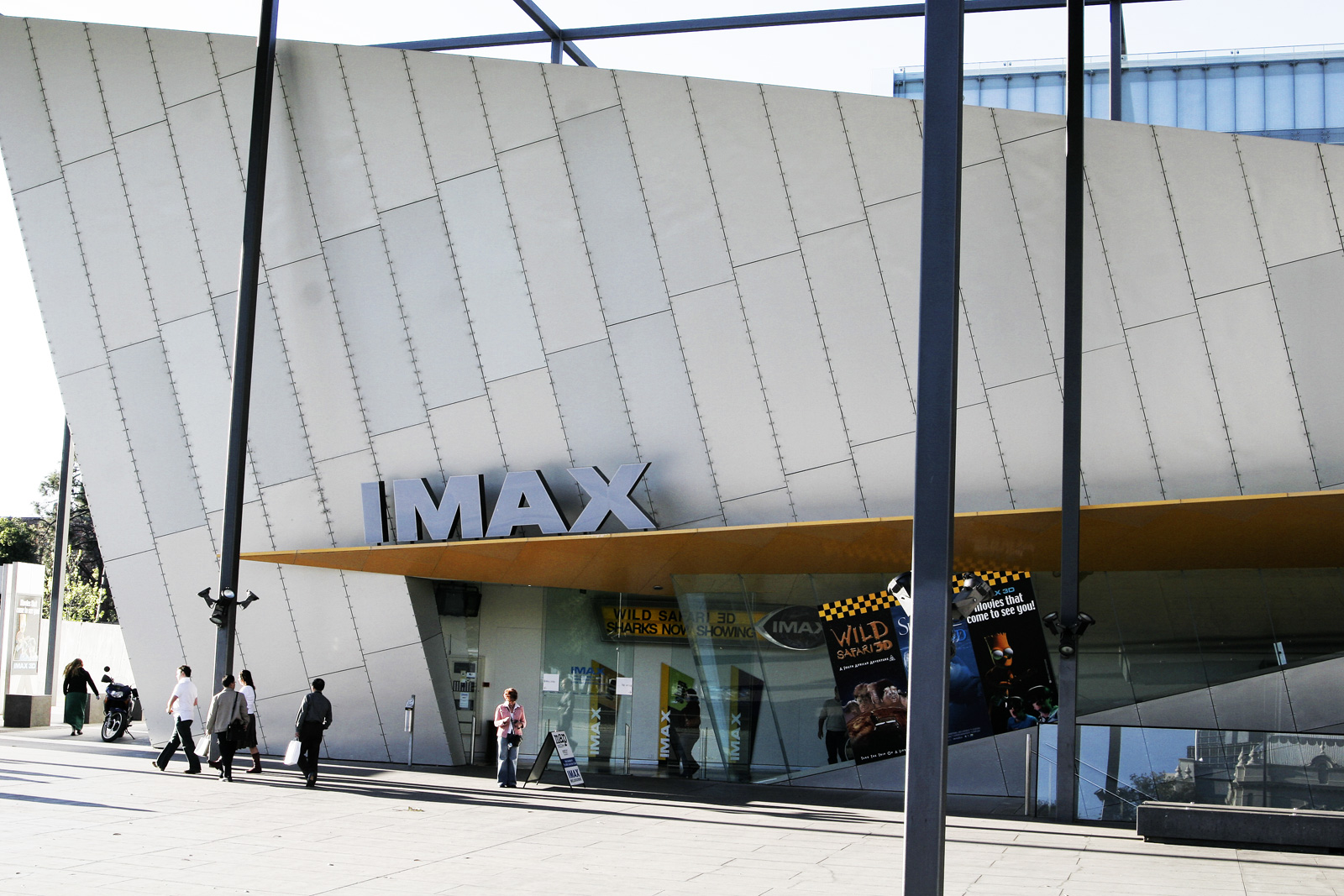
IMAX-theater in Melbourne, Australië

IMAX is een filmformaat dat is ontworpen door het Canadese bedrijf IMAX Corporation. IMAX is afgeleid van de Frans-Canadese l'image maximale. Films kunnen op een veel groter scherm worden weergegeven dan op normale filmschermen. Door de hoge resolutie blijft het beeld nog scherp. Een standaard IMAX-scherm is 22 meter breed en 16 meter hoog, maar kan ook groter zijn. Films zijn vaak digitaal, en anders een 70mm-film. IMAX is wereldwijd het meestgebruikte systeem voor het weergeven van films met een groot formaat. Op 1 januari 2016 waren er 1061 IMAX-theaters in 67 landen.
Een variatie op IMAX is IMAX Dome (oorspronkelijk OMNIMAX genoemd), dat is ontworpen voor de projectie op koepelschermen. Dit wordt onder andere gebruikt in het Omniversum in Den Haag. Films kunnen ook worden geprojecteerd in IMAX 3D.
Het grootste IMAX-bioscoopscherm ter wereld hangt in het Traumpalast Multiplex te Leonberg, Duitsland. Het is ca. 225 kilo zwaar en meer dan 38 meter breed en 21 meter hoog.

## Geschiedenis

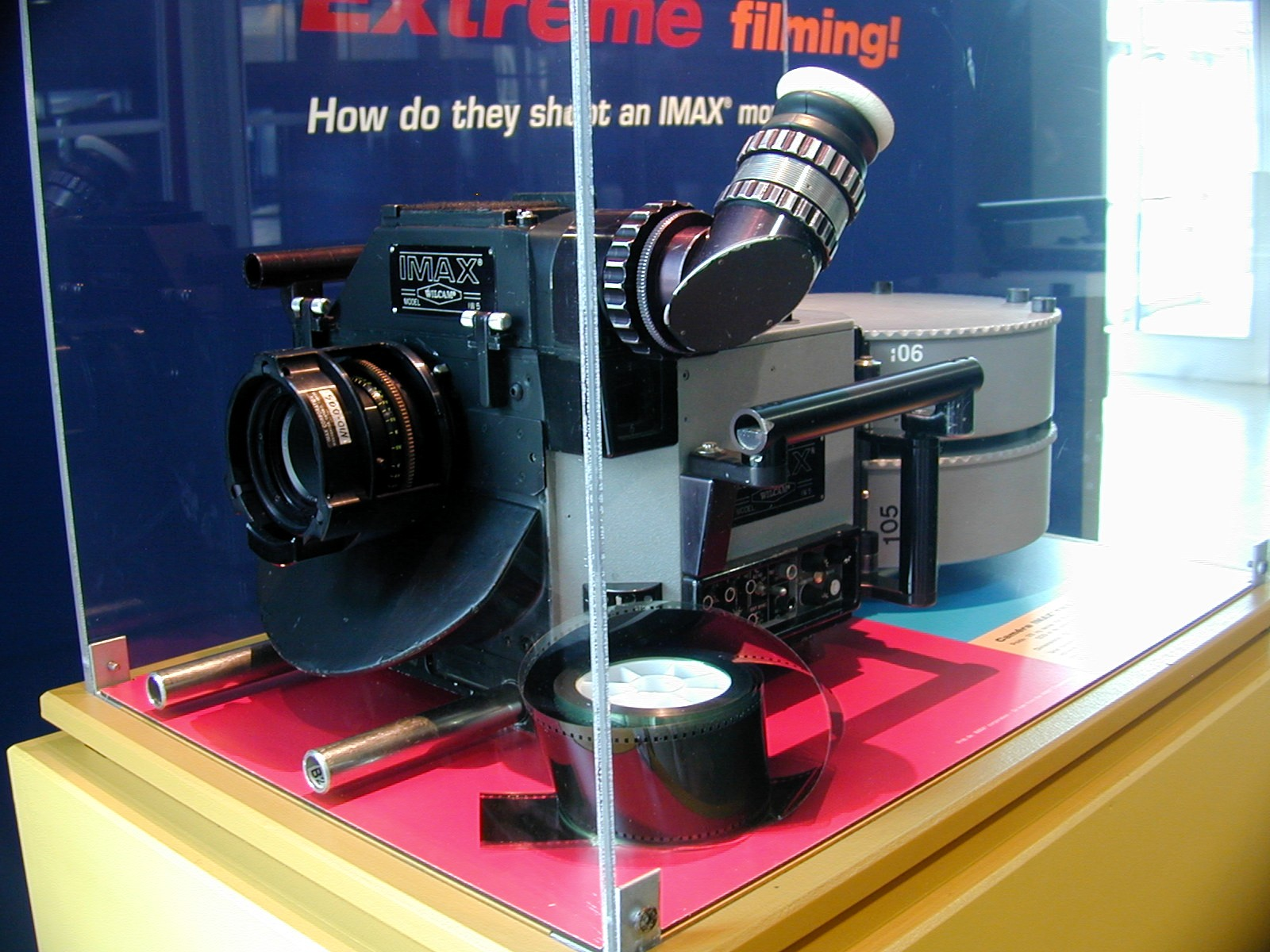
Een IMAX-filmcamera met een 70mm-film in het Montreal Science Center

Tijdens de wereldtentoonstelling van 1967 in Montreal, Canada was de 'film op het enorme doek' een grote publiekstrekker. De Canadese filmmakers en ondernemers Graem Ferguson, Roman Kroitor en Robert Kerr besloten na het zien hiervan een systeem te ontwikkelen waarin één sterke projector gebruikt werd, in plaats van de normaal gebruikte meerdere projectors. Ze richtten in 1967 de IMAX Corporation op met het hoofdkantoor in Mississauga, Canada. Tijdens de wereldtentoonstelling van 1970 in Osaka, Japan werd in het Fuji-paviljoen het nieuwe IMAX-filmprojectorsysteem geïntroduceerd.
Het eerste, permanente IMAX-projectorsysteem werd in 1971 geïnstalleerd in de Cinesphere-bioscoop aan het Ontario Place in Toronto. Een variatie hierop, de IMAX Dome, werd voor het eerst in 1973 geïntroduceerd als OMNIMAX in het Reuben H. Fleet Space Theater in San Diego.
Daarna zette IMAX zijn inspanningen voort om de IMAX-belevenis verder te ontwikkelen. IMAX 3D werd getoond op het Canadese paviljoen tijdens de wereldtentoonstelling van 1986 in Vancouver en de twee nieuwe systemen, IMAX 3D Dome (later IMAX Solido) en IMAX Magic Carpet werden op het Fuji-paviljoen en op het Sanwa-Midori-Kai-paviljoen geïntroduceerd tijdens de wereldtentoonstelling van 1990 in Osaka. In 1992 werden tijdens de wereldtentoonstelling in Sevilla in Spanje de IMAX HD-Systemen geïntroduceerd op het Canadese paviljoen.

## Nederland

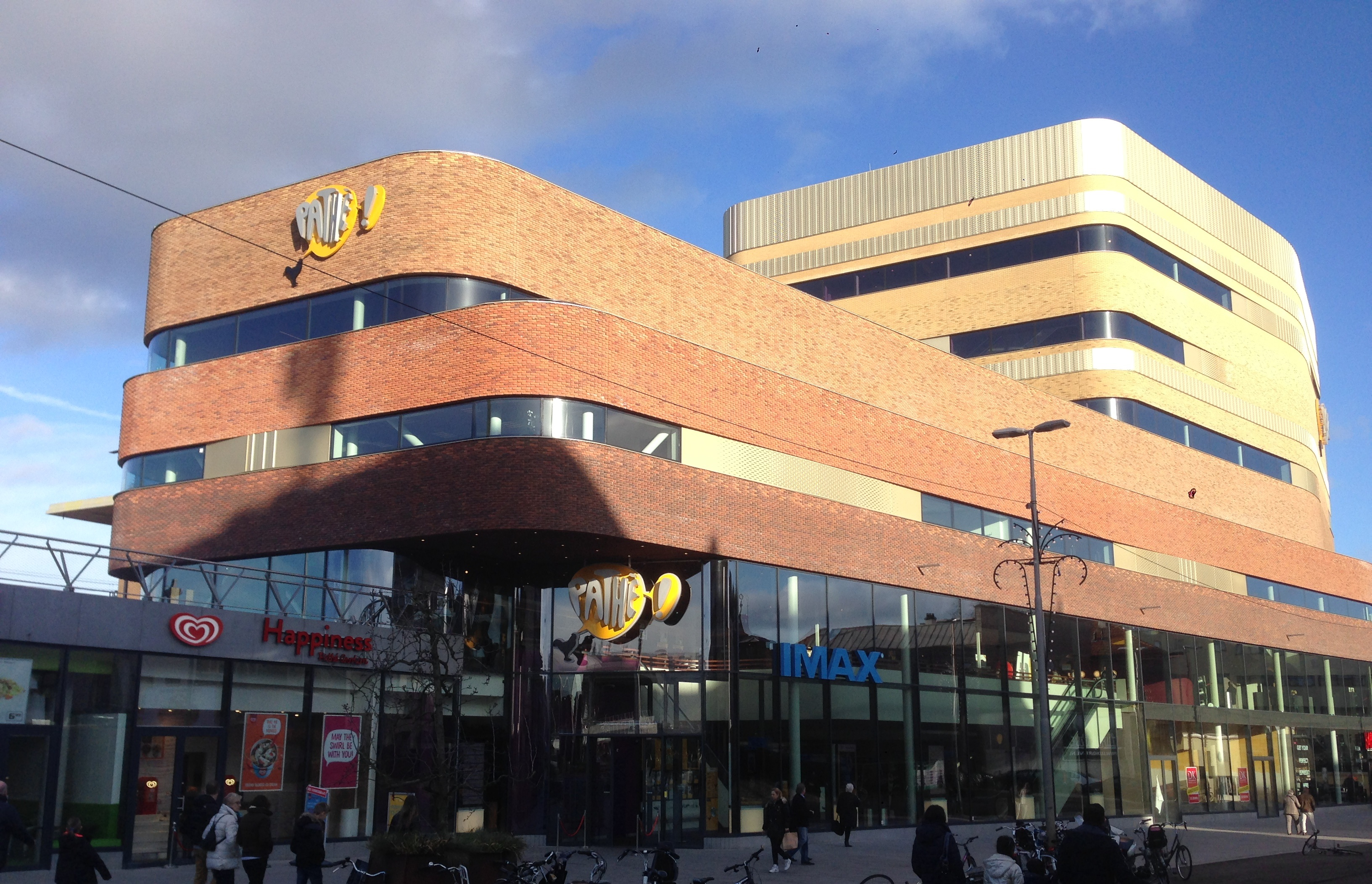
Pathé Arnhem heeft het grootste IMAX-scherm van Nederland

In Nederland zijn omstreeks 2025 acht IMAX-zalen te vinden. Op 12 december 2012, toen de film The Hobbit: An Unexpected Journey in première ging, opende Pathé twee IMAX-zalen in Den Haag en Tilburg. Op 15 april 2025 kondigde Pathé aan dat ze de achtste IMAX zaal in Pathé Utrecht Leidsche Rijn gaan openen. De eerste film die in de zaal vertoond werd op 18 juli was Superman, maar de grote opening van de zaal heeft plaatsgevonden op 23 juli met The Fantastic Four: First Steps. Op 11 augustus 2025 kondigde de Nederlandse tak van Kinepolis aan, dat ze gaan uitbreiden in het najaar van 2025 met drie extra zalen. De film die de nieuwe zalen zal open is Wicked for Good.
- Omniversum in Den Haag (OMNIMAX)
- Pathé Arena in Amsterdam (IMAX-3D-laserprojectie, next-generation sound, 20 × 10 m)[9][10]
- Pathé Arnhem in Arnhem (IMAX-3D-laserprojectie, next-generation sound, 21 × 12 m)[11]
- Pathé Eindhoven (IMAX-3D-laserprojectie, next-generation sound, 17 × 9 m)[12]
- Pathé Schouwburgplein in Rotterdam (IMAX-3D-laserprojectie, next-generation sound, 18 × 9 m)[13]
- Pathé Spuimarkt in Den Haag (IMAX-3D-laserprojectie, next-generation sound, 21 × 11 m[bron?])[13]
- Pathé Tilburg (IMAX-3D-laserprojectie, IMAX Immersive Audio Systeem, 20 × 11 m)[14][15]
- Pathé Utrecht Leidsche Rijn (IMAX-3D-laserprojectie, IMAX Immersive Audio Systeem, 20 × 11 m)[16]

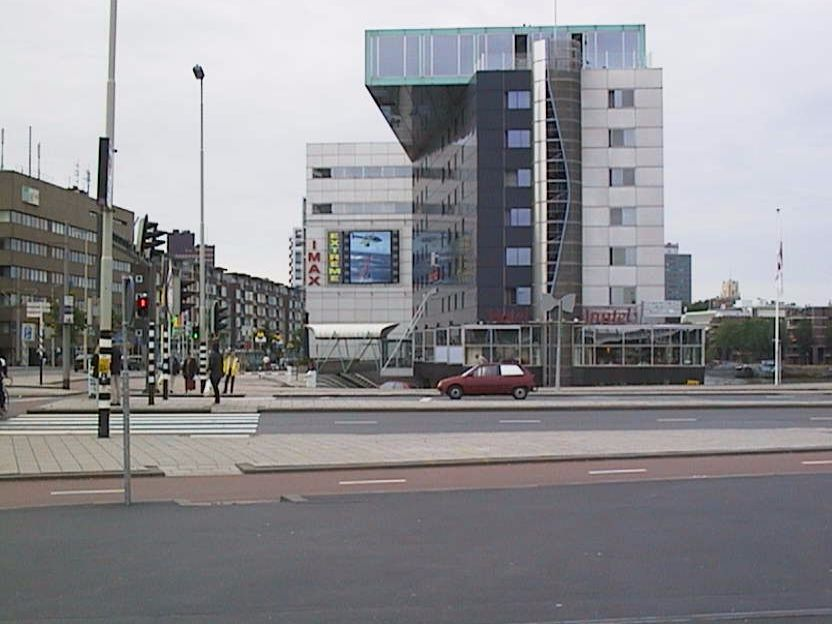
IMAX aan de Leuvehaven in Rotterdam in 1999

De IMAX aan de Rotterdamse Leuvehaven die sinds 1989 bestond werd begin 2001 gesloten wegens een faillissement. 
Vanaf eind 2018 hebben Pathé Arena, Pathé Spuimarkt en Pathé Schouwburgplein laserprojectie gekregen. Tussen 2018 en 2023 zijn nog vier IMAX-zalen in Nederland  uitgerust met laserprojectie en "next-generation sound".

## België
België telt vanaf oktober 2023 vier IMAX-zalen. De IMAX in het Brusselse Kinepolis-complex (vlak bij het Bruparck) was geopend van 1988 tot eind 2005. De zaal werd gesloten door een tekort aan beschikbare films. Op 16 november 2016 kondigde Kinepolis de heropening aan van de zaal. Deze is uitgerust met laserprojectie en de nieuwe 12.1-geluidstechnologie van IMAX. Het scherm was toen het grootste IMAX-scherm van Europa met een oppervlakte van 532 m². Op 14 december 2016 werd de zaal feestelijk ingehuldigd met de film Rogue One: A Star Wars Story. Gaumont-Pathé, dat in 2015 de bioscoopketen Cinepointcom overnam, kondigde in 2017 aan dat een van de overgenomen complexen een IMAX-zaal krijgt. De zaal is in 2018 geopend. In december 2019 opende Kinepolis een IMAX-zaal in Antwerpen. Op vrijdag 13 oktober 2023 opende Kinepolis in Luik de vierde IMAX-zaal van België.
- Kinepolis Antwerpen (IMAX-3D-laserprojectie, next-generation sound, 20 × 11 m)
- Kinepolis Brussel (IMAX-3D-laserprojectie, next-generation sound, 27,6 × 19,3 m)[20]
- Pathé Charleroi (IMAX-3D-laserprojectie, next-generation sound, 22 × 16 m)[22][25]
- Kinepolis Luik (IMAX-3D-laserprojectie, next-generation sound, 20 x 8 m)[26]